# Axel Ekman (krigsråd)
Axel Ekman, född den 18 september 1868 i Stockholm, död där den 25 februari 1943, var en svensk ämbetsman.
Ekman blev 1887 student vid Uppsala universitet, där han 1891 avlade hovrättsexamen. Han blev extra ordinarie tjänsteman i Arméförvaltningen 1892 och amanuens där 1897. Ekman var revisor vid Arméförvaltningens intendentsdepartements civilbyrå 1901–1907 samt krigsråd och chef för civilbyrån 1908–1935. Han blev riddare av Nordstjärneorden 1910 och kommendör av andra klassen av samma orden 1925. Ekman är gravsatt på Norra begravningsplatsen utanför Stockholm.